# TARGET2

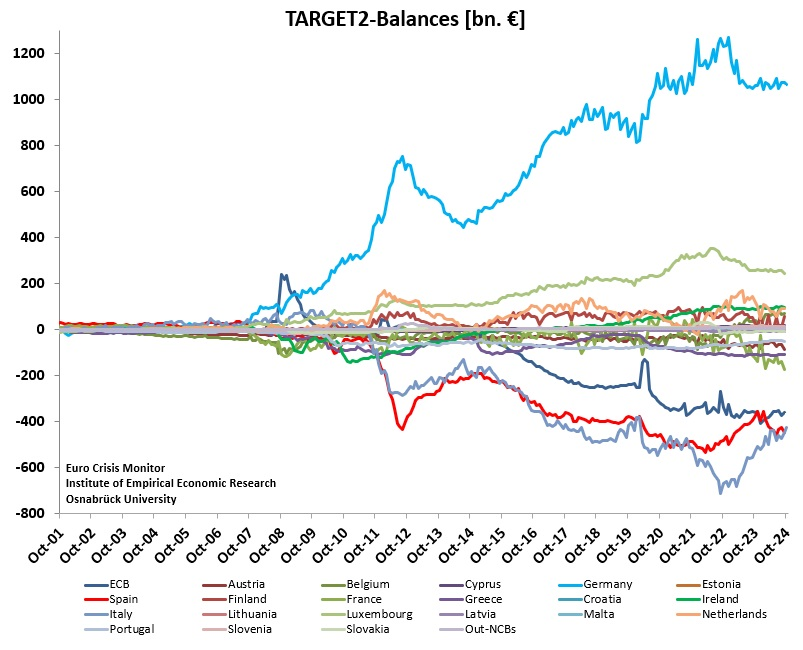
Ontwikkeling van TARGET2 vorderingen van oktober 2001 tot oktober 2024 (in miljarden euros)

TARGET2 is een interbancair RTGS-betalingssysteem voor de realtime verwerking van grensoverschrijdende betalingen binnen de Europese Unie. TARGET2 verving in november 2007 het toenmalige TARGET (het Trans-Europees  geAutomatiseerd Real-time Gross (bruto) verrekenings Express Transfersysteem). 

## Werking
TARGET werd opgezet om interbancaire betalingen tussen de diverse deelnemers van de Economische en Monetaire Unie (EMU) te bevorderen. Internationale betalingen tussen commerciële banken worden gefaciliteerd door de nationale centrale banken waarbij de Europese Centrale Bank (ECB) de rol kreeg van clearinghouse. 
De commerciële banken zijn veelal nog nationaal actief en binnenlandse transacties worden niet via TARGET verwerkt. Bij internationale handel speelt TARGET wel een rol. De exporten en importen moeten worden betaald en deze internationale financiële transacties tussen commerciële banken lopen via TARGET van de ECB.

## Ontstaan landensaldi
TARGET geeft een overzicht van de saldi van de centrale banken bij de ECB die ontstaan door internationale handel. Als bijvoorbeeld een Duitse auto wordt geëxporteerd naar Spanje, dan moet de Spaanse autokoper geld overmaken naar Duitsland. De Spaanse klant maakt een overboeking en het saldo van zijn bankrekening wordt kleiner. De Spaanse bank schrijft het geld over naar een rekening bij de ECB die het vervolgens weer doorsluist naar een bank in Duitsland. Door de transactie heeft de Spaanse bank minder geld in kas. De bank moet dit compenseren door haar klanten geld terug te vragen, minder krediet, of te lenen bij een andere bank. Dit laatste was de normale gang van zaken voor de kredietcrisis en waren de TARGET saldi relatief klein. De banken hadden veel vertrouwen in elkaar en leenden elkaar het geld, ook internationaal, als daar behoefte aan bestond.
Tijdens de kredietcrisis nam het onderlinge wantrouwen toe en de interbancaire kredietverlening sterk af. De Spaanse bank kon niet meer lenen bij andere banken en zag zich genoodzaakt de kredietverlening te beperken. De bank in Duitsland liet het geld bij de ECB staan in plaats van het te lenen aan een andere – in dit geval – Spaanse bank. De ECB nam hierop de rol van de banken over. De saldi van de banken in exporterende landen, zoals Duitsland en Nederland, liepen hierdoor fors op terwijl de saldi van overwegend importerende landen, zoals Spanje en Italië, fors in het rood kwamen te staan bij de ECB. De banken in het rood moeten wel zekerheden aan de ECB geven dat zij hun schulden zullen aflossen. ECB loopt hierbij een kredietrisico als de zekerheden onvoldoende opbrengen als de bank daadwerkelijk in gebreke blijft. Het verlies van de ECB zal worden verdeeld, naar rato van hun kapitaalinbreng, over de diverse nationale centrale banken.
Dit systeem is niet uniek en in de Verenigde Staten wordt op eenzelfde wijze de geldstromen verwerkt tussen de 12 regionale banken die onderdeel uitmaken van de Federal Reserve. De Amerikanen noemen het Fedwire. Belangrijk verschil is wel een jaarlijkse verrekening. Ieder jaar in april moeten de banken in de Verenigde Staten de saldi verrekenen en de saldi beginnen dan weer vanaf nul. In Europa bestaat deze verplichting niet en kunnen de positieve en negatieve saldi gedurende lange tijd blijven bestaan en de bedragen verder oplopen.

### TARGET2 salditabel
Onderstaande tabel geeft de saldo's van de aan TARGET2 deelnemende centrale banken op elkaar hadden vanaf 2008. Het zijn de vier landen met de grootste vorderingen en de vijf landen met de grootste schulden. Voor de andere deelnemende landen zijn de saldi relatief klein. 
Aanvankelijk liepen de saldi van de TARGET rekeningen op als een gevolg van de kredietcrisis. In 2010 volgde een tweede en grotere sprong toen de Europese staatsschuldencrisis uitbrak. Eind 2009 namen de zorgen scherp toe dat Griekenland zijn schulden niet meer zelfstandig dreigde te kunnen financieren. De onrust verspreidde zich over andere Zuid-Europese landen als Spanje, Portugal en Italië. Banken in de landen hadden meer moeite om van andere commerciële banken te lenen en de landen zagen hun negatieve TARGET saldi fors oplopen. 
Opvallend is de consistentie van Duitsland en Luxemburg die grote vorderingen hebben en van Spanje en Italië met grote tekorten. Ierland zag het tekort snel oplopen tot 2010, maar heeft sindsdien het tekort teruggebracht en heeft vanaf 2017 een vordering.  
| Staat       | 2008   | 2009  | 2010   | 2011   | 2012   | 2013   | 2014   | 2015   | 2016   | 2017   | 2018   | 2019   | 2020   | 2021   | 2022   | 2023   | 2024   |
| ----------- | ------ | ----- | ------ | ------ | ------ | ------ | ------ | ------ | ------ | ------ | ------ | ------ | ------ | ------ | ------ | ------ | ------ |
| Duitsland   | 115,3  | 177,7 | 325,6  | 463,1  | 655,7  | 510,2  | 460,8  | 584,2  | 754,3  | 906,9  | 966,2  | 895,2  | 1136,0 | 1260,7 | 1269,0 | 1093,4 | 1046,3 |
| Luxemburg   | 42,1   | 52,5  | 67,9   | 109,4  | 106,2  | 103,7  | 105,1  | 147,6  | 187,4  | 192,2  | 213,0  | 192,4  | 259,3  | 326,6  | 302,1  | 257,3  | 239,1  |
| Nederland   | -18,8  | 15,4  | 40,5   | 152,8  | 120,8  | 46,1   | 19,4   | 54,7   | 87,0   | 71,0   | 92,6   | 46,4   | 38,4   | -22,5  | 80,8   | 48,61  | 66,5   |
| Finland     | 5,1    | 9,5   | 19,7   | 66,0   | 70,6   | 22,2   | 19,7   | 20,1   | 22,0   | 40,4   | 39,8   | 57,1   | 49,5   | 25,3   | 39,3   | 59,01  | 20,9   |
| Portugal    | -19,0  | -23,4 | -59,9  | -60,9  | -66,0  | -59,6  | -54,5  | -61,7  | -71,6  | -81,2  | -82,8  | -77,0  | -80,2  | -79,3  | -68,6  | -55,24 | -69,5  |
| Ierland     | -44,4  | -53,5 | -145,2 | -120,4 | -79,3  | -55,1  | -22,7  | -3,0   | -1,0   | 1,9    | 14,3   | 35,4   | 46,1   | 84,8   | 102,0  | 97,6   | 94,5   |
| Griekenland | -35,3  | -49,0 | -87,1  | -104,8 | -98,4  | -51,1  | -49,3  | -94,4  | -72,3  | -59,4  | -28,6  | -25,7  | -80,3  | -104,2 | -112,4 | -115,0 | -115,0 |
| België      | -104,2 | -42,5 | -13,9  | -52,9  | -38,2  | -15,5  | -12,4  | -7,7   | -18,6  | -36,1  | -52,9  | -63,7  | -65,9  | -85,7  | -24,4  | -0,8   | 76,0   |
| Italië      | 22,9   | 54,8  | 3,4    | -191,4 | -255,1 | -229,1 | -208,9 | -248,9 | -356,6 | -439,0 | -482,0 | -439,4 | -481,7 | -590,0 | -684,3 | -520,9 | -415,9 |
| Spanje      | -35,0  | -41,1 | -50,9  | -175,0 | -337,3 | -213,7 | -189,9 | -254,1 | -328,1 | -373,7 | -401,9 | -392,4 | -499,8 | -512,8 | -502,2 | -394,4 | -446,7 |

Het saldo op TARGET2 wordt ook zichtbaar in de jaarverslagen van de deelnemende nationale centrale banken. Op de balans van De Nederlandsche Bank staat het (positieve) saldo als een vordering op de balans onder de post “Overige vorderingen binnen het Eurosysteem (netto)”. België heeft een negatief TARGET2 saldo en bij de Nationale Bank van België (NBB) staat op de balans een “Verplichting binnen het Eurosysteem”.

## Overgang op T2
In maart 2023 werd TARGET2 vervangen door T2: een gemoderniseerde versie met meer beveiliging, en ondersteuning van de ISO 20022-standaard.

## Voetnoten
1. 1 2 3  (en)  Voxeu Fed versus ECB: How Target debts can be repaid, 10 maart 2012, geraadpleegd op 7 december 2016
2. 1 2  (en)  Bundesbank The dynamics of the Bundesbank’s TARGET2 balance, maart 2011, p.34-35, geraadpleegd op 7 december 2016
3. ↑  (en)  ECB TARGET Balances, geraadpleegd op 13 maart 2021
4. ↑  (en) ECB, TARGET Balances EUR billions; outstanding amounts at end of period. Geraadpleegd op 19 november 2023.
5. ↑  (en) ECB, TARGET Balances; EUR billions; outstanding amounts at end of period. Geraadpleegd op 13 maart 2024.
6. ↑  (en) ECB, ECB/Eurosystem policy and exchange rates, TARGET balances. Geraadpleegd op 10 juni 2025.
7. ↑  DNB Jaarverslag 2020, p.117, geraadpleegd op 6 december 2021